# プラグドア

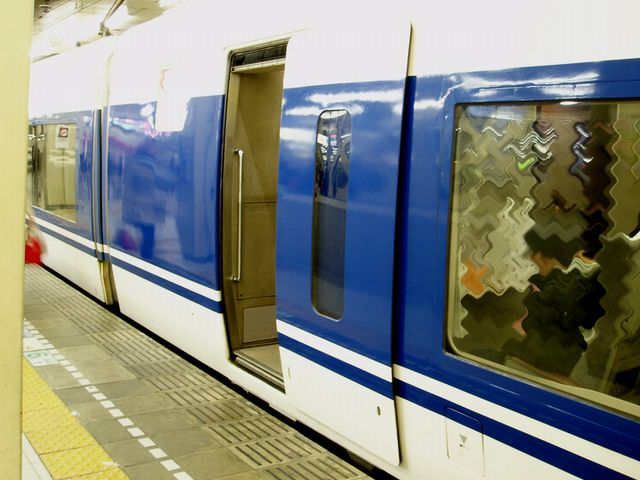
鉄道車両の側扉に採用されたスライド式プラグドアの例（JR東海371系電車）。リンク機構式は前面への使用例も多い。

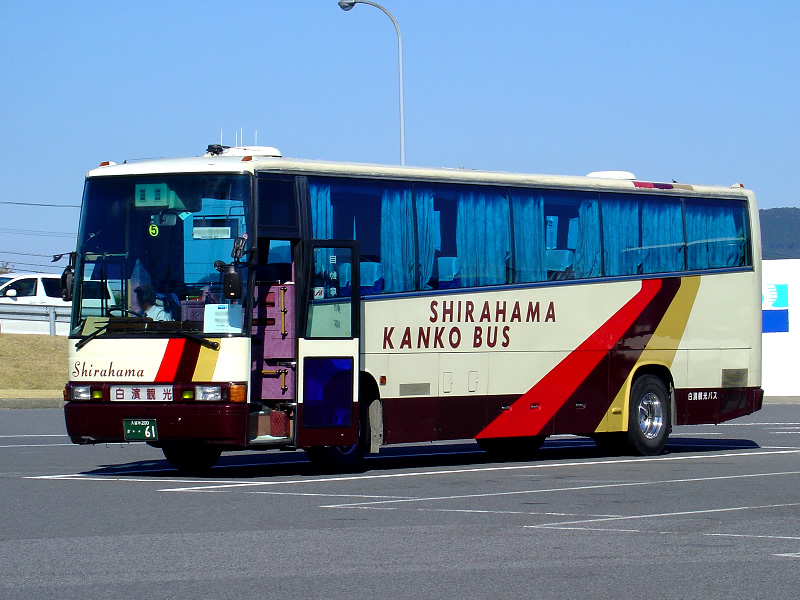
観光バスのプラグドア（日野・ブルーリボン　グランシアター）の例。車両後方に向けて開く。

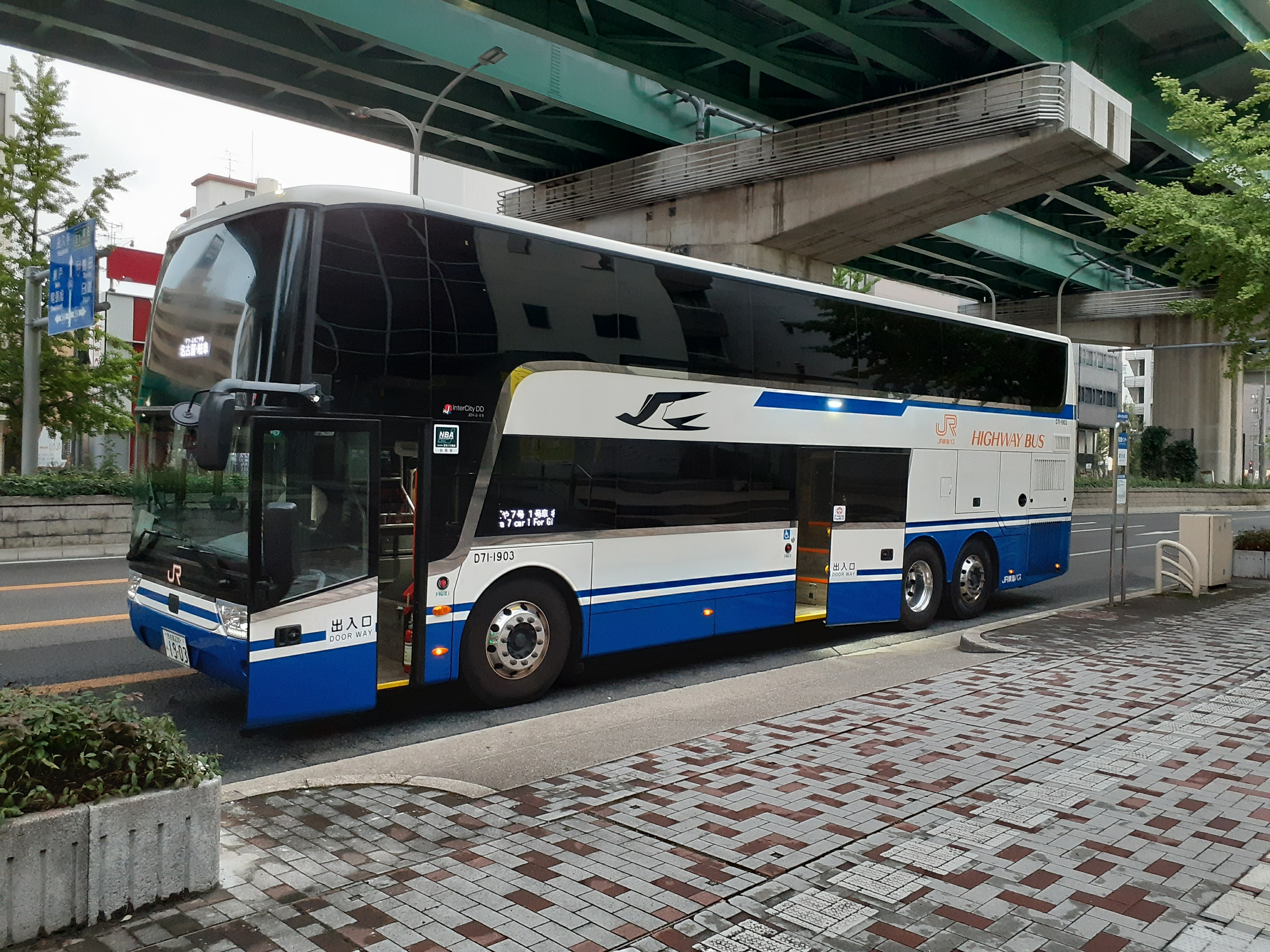
スカニア・J-InterCityDDの前扉は、車両前方に向けて開く。

プラグドアとは、ドアの形式のひとつであり、通常の引き戸とちがい、締め切った状態で車体外壁と面一になるものをいう。プラグ (英: plug) とは「栓」という意味である。
車両用だけでなく建築用途のものも登場している。

## 構造
構造としては、戸袋が無くボディー外側を移動して最後に内側に沈み込む「外プラグ式」と、（船体や機体を含む）ボディー内を移動して最後に外側に押し出される「内プラグ式」がある。それぞれの方式でリンク機構でドアがスウィングする（スイングドアとも呼ばれる）ものと、レールやガイドに沿ってスライドする（スライドドアとも呼ばれる）ものや、乗用車のヒンジドアがある。多くの新幹線電車のように、内プラグ、かつスライド式のものは戸袋を持っているが、構造材（柱）との干渉、見栄え、有効床面積などに問題が無ければ、これも必須ではない。

### 利点と欠点
利点としては、ボディー外壁と面一になるため美観にすぐれ、空気抵抗と風切り音などの騒音低減や、着雪防止に効果があることである。また、外吊り式の場合は開扉時にドアが車体外側に逃げるため戸袋が不要となり、（特にステップ付き構造で）補強を省いて軽量化でき、閉扉時の車体外寸に比して車内空間や他機器のためのスペースをやや広く取れる。路面電車の場合、特に最近製造されている超低床電車では戸袋を設けると台車などに干渉したり、構造上の弱点となるため、ライトレールでは主流となっており、ホーム高さが低いところが多い西欧から一般車両にも増加していき、東側でも中国製車両などで高速鉄道用も含めて採用され（中国高速鉄道CR400AF型電車やタイ国有鉄道CNR車両など）、ユーラシア大陸では一般化して地下鉄や新交通システム等の通勤車両にも広がっている。
欠点としては、作動時必ず移動してから押し出す（又は引き込む）2段動作となるため、一般的な引き戸と比較して開閉に時間がかかりやすいこと、構造が複雑で構成する部品が多いため製造および維持コストが高くなりやすく破損や故障などのリスクが高いこと、乗車率が高くなると事故のリスクも高くなる（乗客が強い力で扉を外へ押し付けることで強度が落ちる）ことが挙げられる。実際に、かつて土讃線讃岐財田駅 - 坪尻駅間でボルトが緩んだプラグドアが時速120キロの風圧で外へ開き、トンネル壁面にドアが当たり、戸が約80度回転するという事故があった。過密路線かつホームが高いニューヨーク地下鉄や日本の通勤車両ではほとんど採用されていない。
そのため、日本国内においては、特に1990年代から2000年代にかけて特急型車両を中心にプラグドアを採用した編成・車両が多く見られたものの、2010年代以降に製造された車両においては路面電車を除くと上述の問題やコスト面から新製時に編成単位でプラグドアを採用する例は近鉄の特急型車両のみ（ただ、2019年に登場した80000系では採用されていない）となっており、ほか新幹線N700系などでの先頭車運転台横の出入口にのみ（車体の構造の関係で）採用した程度に留まっている。ほかにも、試作車では採用されても量産車では採用されなかった例（国鉄クモハ451・クモハ471形1次車、新幹線1000形試作車: プラグドア → 0系: 引き戸）や、初期形で採用されても増備時に引き戸に変更した例（新幹線300系やJR東日本キハ100系・キハ110系気動車）も見られている。
内側に開くもので降雨・降雪への対策がなされていないものは、開けた時に室内に水や雪が落ちることがある（開けた時にドア内側が濡れることは外開きのプラグドアに限らず、ヒンジドアやスライドドアでも起こりうる）。

## 日本国内での採用例

### 鉄道車両

#### 乗降口
特記のないものは外吊り式
- 国鉄キハ60系気動車
- 国鉄451・471系電車 (クモハ451・471 初期車の運転台側)
- 新幹線1000形電車
- 新幹線300系電車　初期車のみ、内プラグ式（気密保持のため新幹線では内プラグ式が使われる）
- 新幹線400系電車　429形除く試作車のみ、内プラグ式
- 新幹線500系電車　内プラグ式
- 新幹線E2系電車　E225形100番台・E226形400番台を除く0番台のみ、内プラグ式
- 新幹線E3系電車　内プラグ式
- 新幹線N700系電車　運転室後部のドアのみ、内プラグ式
- 新幹線N700S系電車　運転室後部のドアのみ、内プラグ式
- 新幹線E5系電車（量産先行車U1編成のみ）　運転室後部のドアのみ、内プラグ式
- JR北海道キハ183系気動車（5000番台、5100番台、5200番台、キサロハ182）
- JR北海道キハ281系気動車
- JR北海道キハ283系気動車
- JR東日本キハ100系・キハ110系気動車（0番台のみ）
- JR東日本キハ110系・キハ111系・キハ112系気動車（0番台、100番台のみ）
- JR東日本251系電車
- JR東海371系電車（現・富士急行8500系）
- JR四国2000系気動車
- JR四国8000系電車
- 東武100系電車（プラグドア）
- 伊豆急行2100系電車（第5編成「アルファ・リゾート21」のみ）
- 智頭急行HOT7000系気動車
- 北近畿タンゴ鉄道KTR001形気動車
- 近鉄21000系電車（モ21200形車両【バリアフリー対応】のみ）
- 近鉄21020系電車
- 近鉄22000系電車
- 近鉄16400系電車
- 近鉄22600系電車
- 近鉄16600系電車
- 近鉄23000系電車
- 近鉄26000系電車（モ26300形車両の大阪阿部野橋側【バリアフリー対応】のみ）
- 近鉄50000系電車
- 南海50000系電車
- ゆりかもめ7000系（1、2次車のみ）
- 東急300系電車
- 小田急50000形電車
- 富山ライトレールTLR0600形電車
- 富山地方鉄道9000形電車
- 万葉線MLRV1000形電車
- 岡山電気軌道9200形電車
- 広島電鉄1000形電車
- 広島電鉄5000形電車
- 広島電鉄5100形電車
- 伊予鉄道モハ5000形電車
- 長崎電気軌道3000形電車
- 長崎電気軌道5000形電車
- 熊本市交通局9700形電車
- 阪堺電気軌道1001形電車
- 宇都宮ライトレールHU300形電車
- MLX01-901（リニアモーターカー）　内プラグ方式

#### 非常口
地下鉄車両や地下鉄へ乗り入れる車両の非常口にこの方式が採用されていることが多い。

### バス
現在、日本国内の長距離高速バスや観光バス車両においては標準的なドアである。また、路線バスの車両では、主に小型路線バス（日野・ポンチョやBYD・J6など）では前後の扉に使用しているほか、大型路線バスでもトヨタ・SORAとEVモーターズ・ジャパン・F8 series2-City Bus 10.5mとBYD・K8 2.0が中扉に使用している。バスについてはプラグドアの名称は用いず、「スイングドア」の名称を用いる。

### 普通自動車
ミニバンやワンボックスカーを中心にリアドアに採用されている。バスと同様プラグドアの名称は用いず、一般的に「スライドドア」と呼称される。

### 軽自動車
軽トールワゴン（とくに軽スーパーハイトワゴン）での採用例が多い。